# Neo 1973
Neo 1973 är en mobiltelefon tillverkad av First International Computer. Den var projektet Openmokos första telefon. Namnet syftar på att det första mobiltelefonsamtalet genomfördes 1973.
| ”                    | At this point, we should tell you why we chose the name "Neo1973." "Neo" means new. Dr. Marty Cooper (the inventor of the mobile phone) made the first call ever in 1973. We believe that an open source mobile phone can revolutionize, once again, the world of communication. This will be the New 1973. | „ |
| – The OpenMoko Team, | |   |

Telefonen är utrustad med A-GPS.